# Olejnička

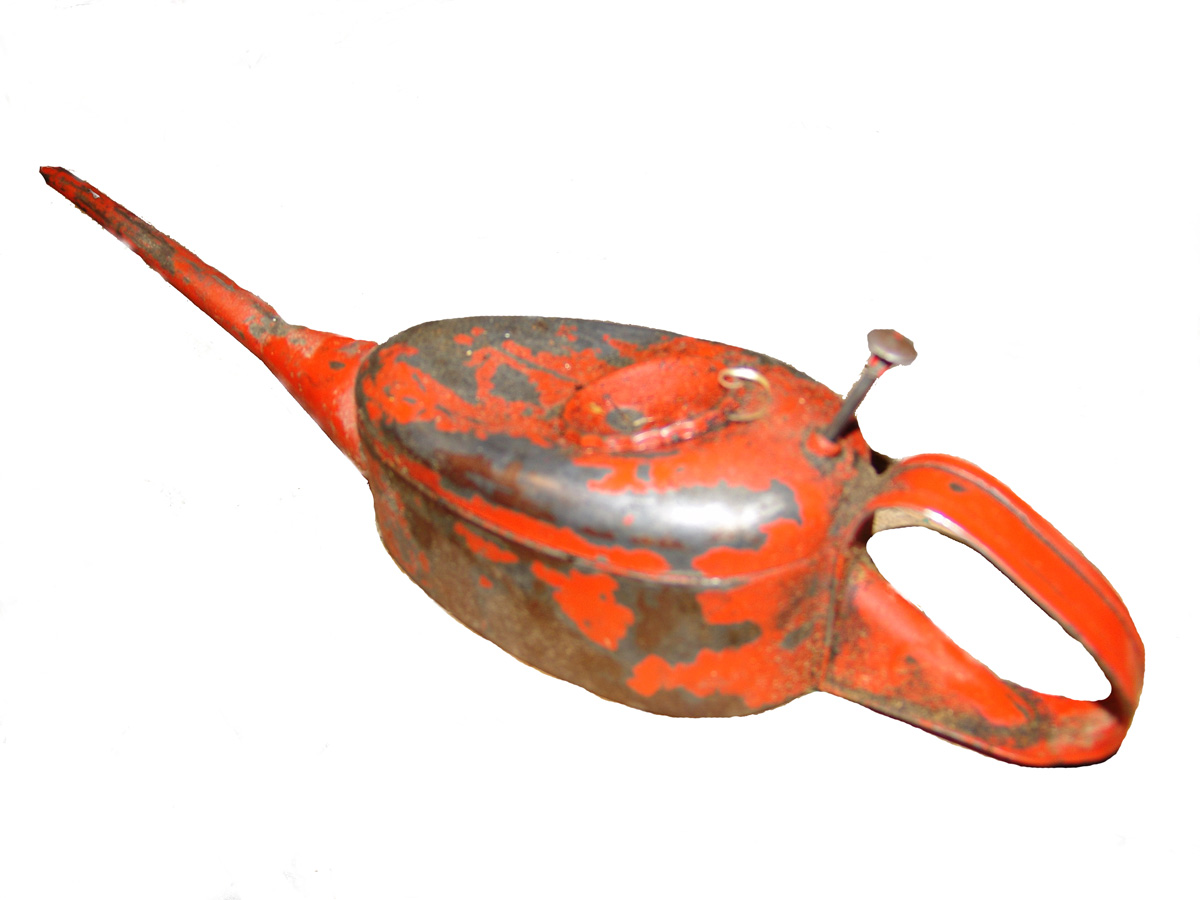
Stará olejnička (konvička) s tlačkou

Olejnička je nádobka určená k úschově oleje a především k jeho snadnému vpravování do žádoucích míst.
Jednotlivé olejničky se liší provedením, pro dostupné druhy oleje se vyvíjejí jiné typy nádobek. Většina nádobek je opatřena hubičkou a dávkovacím systémem, aby oleje nevyteklo příliš mnoho.
Potravinářský olej bývá například uchováván v rozšířeném typu skleněné olejničky s víčkem s krátkou, na konci sešikmenou hubicí, tyto olejničky mívají často baňatý tvar a můžeme se s nimi setkat například v mnoha restauracích.
Technický olej či jiná strojní mazadla se uchovávají v menším množství, osvědčené a jednoduché plastové (mazničky), které olej uvolňují mačkáním bočních stěn nebo ve větším množství různé konvičky s vzdušným ventilkem ovládaným tlačkou. Bývají vyrobeny z plechu a ne pro větší objem jak 1 litr, stiskem tlačky olej vytéká hubicí.